# Battaglia dei ponti di Nassiriya
Per battaglia dei ponti di Nassiriya si intendono vari episodi avvenuti pochi mesi dopo l'attentato del 12 novembre 2003, in cui dal 6 aprile al 6 agosto del 2004 si svolsero diverse battaglie tra le truppe italiane e l'Esercito del Mahdi; i militari italiani furono impegnati nella città in diversi scontri, in cui vennero sparati oltre 30 000 proiettili, per il controllo di tre ponti che permettevano l'attraversamento sul fiume Eufrate; rimasero feriti lievemente undici bersaglieri mentre le perdite irachene furono più pesanti (circa 200 vittime e altrettanti feriti). Sembra che morirono una donna e due bambini tra i civili.

## Antefatti
Il 12 novembre 2003 avvenne il primo grave attentato di Nassiriya. Alle ore 10:40 ora locale (UTC +03:00), le 08:40 in Italia, un camion cisterna pieno di esplosivo scoppiò davanti alla base MSU (Multinational Specialized Unit) italiana dei Carabinieri, provocando l'esplosione del deposito munizioni della base e la morte di diverse persone tra Carabinieri, militari e civili.

## Storia
Nella battaglia dei ponti di Nassiriya furono protagonisti due episodi distinti in cui si scontrarono le forze italiane da un lato le milizie irachene dall'altro.
La prima battaglia avvenne nella notte del 6 aprile e furono impiegati circa 500 militari italiani ed un migliaio di miliziani; l'obbiettivo era originariamente costituito da tutti e tre i ponti, ma visto l'assembramenti di civili tra i miliziani sul terzo ponte, gli italiani non intrapresero nessuna azione per attraversarlo, rimanendo a presidiare solo una sponda. Per l'occasione, denominata operazione Porta Pia vennero quindi impegnate varie compagnie di diversi reparti tra cui due compagnie di Bersaglieri dell'11º Reggimento bersaglieri, una compagnia del Battaglione San Marco, alcune blindo pesanti Centauro del Savoia cavalleria, aliquote del Reparto Comando e Supporti Tattici (RCST) "Ariete" e alcuni assetti sanitari del Corpo Militare della Croce Rossa. Durante il combattimento, i militari italiani vennero bersagliati anche da circa quattrocento razzi anticarro portatili, ai quali risposero con circa 30 000 colpi di armi leggere ed alcuni missili, oltre ad alcuni colpi delle blindo Centauro; gli osservatori annotarono come i miliziani avessero preso varie ambulanze dagli ospedali e le usassero per trasportare munizioni verso le loro postazioni. Alla fine da parte italiana risultarono feriti in modo non grave 12 bersaglieri.
La seconda battaglia si svolse tra il 5 e il 6 agosto 2004 sui tre ponti sull'Eufrate, denominati Alfa, Bravo e Charlie (le prime tre lettere dell'alfabeto fonetico NATO), per ripristinare l'accesso alla città da parte dei rifornimenti per la cittadinanza, interdetti dai miliziani; l'azione venne affidata ad un gruppo tattico rinforzato della task force Serenissima su base Reggimento Lagunari. All'epoca la base Libeccio, che fino all'attentato ospitava insieme alla base Maestrale la presenza operativa italiana in città, era stata già evacuata, ma venne per l'occasione rioccupata dalla 3ª compagnia dei Lagunari che la presidiarono insieme al ponte Alfa nonostante venissero bersagliati da bombe da mortaio e armi leggere durante l'avvicinamento. Da parte italiana vennero impiegati visori termici e granate illuminanti per individuare con precisione i punti di partenza dei colpi, in piena zona residenziale e quindi con il rischio di coinvolgere la popolazione civile, insieme a due elicotteri AB412 Griffon che dall'alto fornivano copertura. Questo non impedì un episodio che fu successivamente oggetto di inchiesta della procura militare e di articoli sui mezzi di informazione: un veicolo, che cercava di attraversare uno dei ponti forzando il posto di blocco italiano sull'accesso opposto a quello di provenienza, fu ritenuto una autobomba e fatto bersaglio di colpi da parte dei militari italiani che lo presidiavano; il veicolo esplose, probabilmente perché trasportava esplosivo, uccidendo i passeggeri tra cui una donna incinta. L'indagine della procura militare italiana ipotizzò che il veicolo fosse un'ambulanza e che l'esplosione fu dovuta anche ad una bombola di ossigeno che trasportava; i militari interrogati smentirono questa ipotesi, sostenendo di non aver visto lampeggianti e segnali di soccorso e affermarono di essere stati bersaglio di colpi di arma da fuoco. Successivamente un'altra ricostruzione citò documenti pubblicati su Wikileaks che smentivano l'uso di armi da fuoco da bordo dell'ambulanza ma confermavano che fosse stata trasformata in autobomba e che non si fermò al posto di blocco.
Nel complesso le battaglie portarono alla perdita del complesso logistico Libeccio e alla ritirata dell'esercito del Mahdi dalla città.